# DTM-Saison 2016
Die DTM-Saison 2016 war die 30. Saison der DTM und die 17. seit Neugründung der Serie im Jahr 2000. Die Saison begann am 7. Mai in Hockenheim und ging am 16. Oktober an gleicher Stelle zu Ende.

## Reglement
Um die Geschwindigkeitsnachteile, die BMW in der Vorsaison bei gleichem Gewicht wie die Konkurrenz hatte, auszugleichen, wurde für den BMW M4 DTM das Mindestgewicht um 7,5 kg gesenkt, außerdem darf der Heckflügel des Wagens um 50 mm breiter als bei der Konkurrenz sein.
Die Regeln für die Nutzung des Drag Reduction Systems (DRS) wurden geändert, das DRS durfte nun bereits ab der zweiten Runde im Rennen benutzt werden, wenn der Abstand zum vorausfahrenden Fahrer an der Ziellinie weniger als eine Sekunde betrug. Je nach Streckenlänge gibt es eine festgelegte Anzahl an Nutzungen, beim Verwenden des DRS werden immer drei Nutzungen abgezogen. Anschließend darf das DRS dann noch zwei weitere Male in derselben Runde aktiviert werden, ohne dass dies von der verbleibenden Anzahl abgezogen wird.
Auch die Vergabe der Performancegewichte wurde überarbeitet. Diese werden nun nicht mehr vor dem Rennwochenenden, sondern nach der Qualifikation vergeben. Entscheidend für das Gewicht im Rennen ist die theoretisch schnellste Rundenzeit (anhand der drei schnellsten Sektorenzeiten) des schnellsten Piloten eines Herstellers. War der schnellste Pilot eines anderen Herstellers mehr als 0,1 Prozent langsamer, so muss der schnellere Hersteller 2,5 kg Performancegewicht in jedem seiner Fahrzeuge platzieren, der langsamere Hersteller darf 2,5 kg Performancegewicht entnehmen. Beträgt die Differenz mehr als 0,2 Prozent, sind es sogar jeweils 5 kg.

### Reifen
Alle Teams verwendeten Reifen von Hankook.

## Starterfeld
Folgende Fahrer sind in der Saison gestartet:
| Nr. | Fahrer                 | Team                           | Fahrzeug                  | Rennwochenende |
| --- | ---------------------- | ------------------------------ | ------------------------- | -------------- |
| 6   | Robert Wickens         | Mercedes-AMG DTM Team HWA      | Mercedes-AMG C63 DTM 2016 | alle           |
| 12  | Daniel Juncadella      | Mercedes-AMG DTM Team HWA      | Mercedes-AMG C63 DTM 2016 | alle           |
| 11  | Marco Wittmann         | BMW Team RMG                   | BMW M4 DTM 2016           | alle           |
| 16  | Timo Glock             | BMW Team RMG                   | BMW M4 DTM 2016           | alle           |
| 5   | Mattias Ekström        | Audi Sport Team Abt Sportsline | Audi RS 5 DTM 2016        | 1–8            |
| 99  | Mike Rockenfeller      | Audi Sport Team Abt Sportsline | Audi RS 5 DTM 2016        | 9              |
| 48  | Edoardo Mortara        | Audi Sport Team Abt Sportsline | Audi RS 5 DTM 2016        | alle           |
| 7   | Bruno Spengler         | BMW Team MTEK                  | BMW M4 DTM 2016           | alle           |
| 18  | Augusto Farfus         | BMW Team MTEK                  | BMW M4 DTM 2016           | alle           |
| 27  | Adrien Tambay          | Audi Sport Team Rosberg        | Audi RS 5 DTM 2016        | alle           |
| 72  | René Rast              | Audi Sport Team Rosberg        | Audi RS 5 DTM 2016        | 5              |
| 53  | Jamie Green            | Audi Sport Team Rosberg        | Audi RS 5 DTM 2016        | alle           |
| 3   | Paul di Resta          | Mercedes-AMG DTM Team HWA      | Mercedes-AMG C63 DTM 2016 | alle           |
| 84  | Maximilian Götz        | Mercedes-AMG DTM Team HWA      | Mercedes-AMG C63 DTM 2016 | alle           |
| 17  | Miguel Molina          | Audi Sport Team Abt            | Audi RS 5 DTM 2016        | alle           |
| 51  | Nico Müller            | Audi Sport Team Abt            | Audi RS 5 DTM 2016        | alle           |
| 31  | Tom Blomqvist          | BMW Team RBM                   | BMW M4 DTM 2016           | alle           |
| 36  | Maxime Martin          | BMW Team RBM                   | BMW M4 DTM 2016           | alle           |
| 10  | Timo Scheider          | Audi Sport Team Phoenix        | Audi RS 5 DTM 2016        | alle           |
| 99  | Mike Rockenfeller      | Audi Sport Team Phoenix        | Audi RS 5 DTM 2016        | 1–8            |
| 72  | René Rast              | Audi Sport Team Phoenix        | Audi RS 5 DTM 2016        | 9              |
| 2   | Gary Paffett           | Mercedes-AMG DTM Team ART      | Mercedes-AMG C63 DTM 2016 | alle           |
| 34  | Esteban Ocon           | Mercedes-AMG DTM Team ART      | Mercedes-AMG C63 DTM 2016 | 1–5            |
| 88  | Felix Rosenqvist       | Mercedes-AMG DTM Team ART      | Mercedes-AMG C63 DTM 2016 | 6–9            |
| 13  | António Félix da Costa | BMW Team Schnitzer             | BMW M4 DTM 2016           | alle           |
| 100 | Martin Tomczyk         | BMW Team Schnitzer             | BMW M4 DTM 2016           | alle           |
| 8   | Christian Vietoris     | Mercedes-AMG DTM Team Mücke    | Mercedes-AMG C63 DTM 2016 | alle           |
| 22  | Lucas Auer             | Mercedes-AMG DTM Team Mücke    | Mercedes-AMG C63 DTM 2016 | alle           |

Anmerkung
1. 1 2  Adrien Tambay zog sich beim ersten Lauf in Zandvoort eine Verletzung der linken Hand zu und fiel ein Rennen verletzt aus. Den zweiten Lauf fuhr stattdessen René Rast.

### Änderungen bei den Fahrern
Die folgende Auflistung enthält neben den Einsteigern und Rückkehrern für die Saison 2016 alle Fahrer, die an der DTM-Saison 2015 teilgenommen haben und in der Saison 2016 nicht für dasselbe Team wie 2015 starten.
Fahrer, die ihr Team gewechselt haben:
- Lucas Auer: EURONICS/BWT Mercedes-AMG → Mücke Motorsport
- Augusto Farfus: BMW Team RBM → BMW Team MTEK
- Maximilian Götz: PETRONAS Mercedes-AMG → HWA
- Timo Glock: BMW Team MTEK → BMW Team RMG
- Daniel Juncadella: PETRONAS Mercedes-AMG → HWA
- Maxime Martin: BMW Team RMG → BMW Team RBM
- Nico Müller: Audi Sport Team Rosberg → Audi Sport Team Abt
- Adrien Tambay: Audi Sport Team Abt → Audi Sport Team Rosberg
- Christian Vietoris: gooix/Original-Teile Mercedes-AMG → Mücke Motorsport

Fahrer, die in die DTM einstiegen bzw. zurückkehrten:
- Esteban Ocon: GP3-Serie (ART Grand Prix) → ART Grand Prix
- René Rast: FIA-Langstrecken-Weltmeisterschaft (Audi Sport Team Joest) → Audi Sport Team Rosberg
- Felix Rosenqvist: Europäische Formel-3-Meisterschaft (Prema Powerteam) → ART Grand Prix

Fahrer, die die DTM verlassen haben:
- Antonio Giovinazzi: Audi Sport Team Phoenix → GP2-Serie (Prema Racing)
- Pascal Wehrlein: gooix/Original-Teile Mercedes-AMG → Formel 1 (Manor Racing)

### Performancegewichte
Ausgehend vom Basisgewicht von 1120 kg wurden in der Saison Performancegewichte ein- oder ausgeladen. Das Initialgewicht zu Saisonbeginn wurde bei BMW aufgrund der Leistungen in der vorherigen Saison um 7,5 kg gesenkt. Über die Saison gesehen war der BMW M4 DTM das leichteste Auto mit einem mittleren Performancegewicht von −3,8 kg (min: −12,5 kg; max: +2,5 kg). Das schwerste Fahrzeug war der Mercedes-AMG C63 mit einem mittleren Performancegewicht von +1,8 kg (min: −10 kg; max: 15 kg). Der Audi RS5 lag bei einem mittleren Performancegewicht von +0,7 kg (min: −10 kg; max: +7,5 kg). Die vom Reglement festgelegten maximalen (+20 kg) und minimalen (−15 kg / −22,5 kg) Performancegewichte hat über die Saison kein Fahrzeug erreicht.
| Rennen               | Rennen   | Rennen | HOC1    | HOC1     | HOC1     | HOC1    | RBR     | RBR     | RBR     | RBR     | LAU     | LAU     | LAU     | LAU     | NOR     | NOR     | NOR     | NOR     | ZAN     | ZAN     | ZAN     | ZAN     | MOS     | MOS      | MOS      | MOS     | NÜR     | NÜR     | NÜR     | NÜR     | HUN     | HUN     | HUN     | HUN     | HOC2    | HOC2    | HOC2    | HOC2    |
| -------------------- | -------- | ------ | ------- | -------- | -------- | ------- | ------- | ------- | ------- | ------- | ------- | ------- | ------- | ------- | ------- | ------- | ------- | ------- | ------- | ------- | ------- | ------- | ------- | -------- | -------- | ------- | ------- | ------- | ------- | ------- | ------- | ------- | ------- | ------- | ------- | ------- | ------- | ------- |
| Fahrzeug             | min      | max    | Q1      | R1       | Q2       | R2      | Q1      | R1      | Q2      | R2      | Q1      | R1      | Q2      | R2      | Q1      | R1      | Q2      | R2      | Q1      | R1      | Q2      | R2      | Q1      | R1       | Q2       | R2      | Q1      | R1      | Q2      | R2      | Q1      | R1      | Q2      | R2      | Q1      | R1      | Q2      | R2      |
| Audi RS 5 DTM        | -15 kg   | +20 kg | 0 kg    | +5 kg    | +5 kg    | 0 kg    | 0 kg    | -5 kg   | -5 kg   | 0 kg    | 0 kg    | +5 kg   | +5 kg   | 0 kg    | 0 kg    | +5 kg   | +5 kg   | +7,5 kg | +7,5 kg | +2,5 kg | +2,5 kg | +7,5 kg | +7,5 kg | +2,5 kg  | +2,5 kg  | -2,5 kg | -2,5 kg | -5 kg   | -5 kg   | -10 kg  | -10 kg  | -5 kg   | -5 kg   | 0 kg    | 0 kg    | +5 kg   | +5 kg   | 0 kg    |
| BMW M4 DTM           | -22,5 kg | +20 kg | -7,5 kg | -12,5 kg | -12,5 kg | -7,5 kg | -7,5 kg | -2,5 kg | -2,5 kg | +2,5 kg | +2,5 kg | -2,5 kg | -2,5 kg | +2,5 kg | +2,5 kg | -2,5 kg | -2,5 kg | -5 kg   | -5 kg   | 0 kg    | 0 kg    | -5 kg   | -5 kg   | -10 kg   | -10 kg   | -5 kg   | -5 kg   | -2,5 kg | -2,5 kg | -2,5 kg | -2,5 kg | -7,5 kg | -7,5 kg | -7,5 kg | -7,5 kg | -2,5 kg | -2,5 kg | +2,5 kg |
| Mercedes-AMG C63 DTM | -15 kg   | +20 kg | 0 kg    | -5 kg    | -5 kg    | 0 kg    | 0 kg    | -5 kg   | -5 kg   | -10 kg  | -10 kg  | -10 kg  | -10 kg  | -5 kg   | -5 kg   | -5 kg   | -5 kg   | -2,5 kg | -2,5 kg | +2,5 kg | +2,5 kg | +7,5 kg | +7,5 kg | +12,5 kg | +12,5 kg | +7,5 kg | +7,5 kg | +10 kg  | +10 kg  | +15 kg  | +15 kg  | +10 kg  | +10 kg  | +5 kg   | +5 kg   | 0 kg    | 0 kg    | +5 kg   |

## Rennkalender und Ergebnisse
Der Rennkalender wurde im Vergleich zur Vorsaison leicht modifiziert. Das Rennen im ungarischen Mogyoród wurde nach einem Jahr wieder in den DTM-Kalender aufgenommen, das Rennen in Oschersleben aus dem Rennkalender entfernt.
| Runde | Runde  | Rennstrecke    | Datum         | Sieger          | Zweiter            | Dritter                | Pole- Position         | Schnellste Rennrunde   | Gesamtführender Fahrer | Gesamtführender Hersteller |
| ----- | ------ | -------------- | ------------- | --------------- | ------------------ | ---------------------- | ---------------------- | ---------------------- | ---------------------- | -------------------------- |
| 1     | Lauf 1 | Hockenheimring | 7. Mai        | Edoardo Mortara | Robert Wickens     | Nico Müller            | Nico Müller            | Robert Wickens         | Edoardo Mortara        | Audi                       |
| 1     | Lauf 2 | Hockenheimring | 8. Mai        | Paul di Resta   | Augusto Farfus     | Maxime Martin          | Paul di Resta          | Paul di Resta          | Paul di Resta          | Mercedes                   |
| 2     | Lauf 1 | Red Bull Ring  | 21. Mai       | Marco Wittmann  | Tom Blomqvist      | Edoardo Mortara        | Marco Wittmann         | Mattias Ekström        | Paul di Resta          | BMW                        |
| 2     | Lauf 2 | Red Bull Ring  | 22. Mai       | Timo Glock      | Mattias Ekström    | Jamie Green            | Jamie Green            | Robert Wickens         | Paul di Resta          | BMW                        |
| 3     | Lauf 1 | Lausitzring    | 4. Juni       | Miguel Molina   | Jamie Green        | Robert Wickens         | Miguel Molina          | Miguel Molina          | Marco Wittmann         | BMW                        |
| 3     | Lauf 2 | Lausitzring    | 5. Juni       | Lucas Auer      | Mattias Ekström    | Robert Wickens         | Lucas Auer             | Jamie Green            | Robert Wickens         | BMW                        |
| 4     | Lauf 1 | Norisring      | 25. Juni      | Edoardo Mortara | Jamie Green        | Paul di Resta          | Christian Vietoris     | Edoardo Mortara        | Edoardo Mortara        | BMW                        |
| 4     | Lauf 2 | Norisring      | 26. Juni      | Nico Müller     | Tom Blomqvist      | Maxime Martin          | Tom Blomqvist          | Tom Blomqvist          | Marco Wittmann         | BMW                        |
| 5     | Lauf 1 | Zandvoort      | 16. Juli      | Robert Wickens  | Marco Wittmann     | Christian Vietoris     | Robert Wickens         | Robert Wickens         | Marco Wittmann         | BMW                        |
| 5     | Lauf 2 | Zandvoort      | 17. Juli      | Jamie Green     | Gary Paffett       | Edoardo Mortara        | Jamie Green            | Daniel Juncadella      | Marco Wittmann         | BMW                        |
| 6     | Lauf 1 | Wolokolamsk    | 20. August    | Robert Wickens  | Paul di Resta      | Gary Paffett           | Gary Paffett           | Daniel Juncadella      | Robert Wickens         | Mercedes                   |
| 6     | Lauf 2 | Wolokolamsk    | 21. August    | Marco Wittmann  | Tom Blomqvist      | Bruno Spengler         | Marco Wittmann         | Nico Müller            | Marco Wittmann         | BMW                        |
| 7     | Lauf 1 | Nürburgring    | 10. September | Marco Wittmann  | Tom Blomqvist      | Jamie Green            | Marco Wittmann         | Jamie Green            | Marco Wittmann         | BMW                        |
| 7     | Lauf 2 | Nürburgring    | 11. September | Edoardo Mortara | Lucas Auer         | Marco Wittmann         | Lucas Auer             | Nico Müller            | Marco Wittmann         | BMW                        |
| 8     | Lauf 1 | Hungaroring    | 24. September | Edoardo Mortara | Jamie Green        | Miguel Molina          | Edoardo Mortara        | Edoardo Mortara        | Marco Wittmann         | Audi                       |
| 8     | Lauf 2 | Hungaroring    | 25. September | Mattias Ekström | Adrien Tambay      | António Félix da Costa | Edoardo Mortara        | Mattias Ekström        | Marco Wittmann         | Audi                       |
| 9     | Lauf 1 | Hockenheimring | 15. Oktober   | Miguel Molina   | Marco Wittmann     | Edoardo Mortara        | António Félix da Costa | António Félix da Costa | Marco Wittmann         | Audi                       |
| 9     | Lauf 2 | Hockenheimring | 16. Oktober   | Edoardo Mortara | Christian Vietoris | Paul di Resta          | António Félix da Costa | Timo Glock             | Marco Wittmann         | Audi                       |

## Meisterschaftsergebnisse

### Punktesystem
Punkte wurden an die ersten 10 klassifizierten Fahrer in folgender Anzahl vergeben:
| Platz  | 1. | 2. | 3. | 4. | 5. | 6. | 7. | 8. | 9. | 10. |
| Punkte | 25 | 18 | 15 | 12 | 10 | 8  | 6  | 4  | 2  | 1   |

### Fahrerwertung
Insgesamt kamen 26 Fahrer in die Punktewertung.
| Platz | Fahrer                 | HOC1 | HOC1 | RBR | RBR | LAU | LAU | NOR | NOR | ZAN | ZAN | MOS | MOS | NÜR | NÜR | HUN | HUN | HOC2 | HOC2 | Punkte |
| ----- | ---------------------- | ---- | ---- | --- | --- | --- | --- | --- | --- | --- | --- | --- | --- | --- | --- | --- | --- | ---- | ---- | ------ |
| 1     | Marco Wittmann         | 16   | 8    | 1   | 7   | 4   | 6   | 4   | 6   | 2   | 4   | 19  | 1   | 1   | 3   | 7   | DSQ | 2    | 4    | 206    |
| 2     | Edoardo Mortara        | 1    | 11   | 3   | DNF | 8   | 12  | 1   | 8   | 17  | 3   | 8   | 6   | 4   | 1   | 1   | 19* | 3    | 1    | 202    |
| 3     | Jamie Green            | 15   | DNF  | 14  | 3   | 2   | 4   | 2   | 17* | 5   | 1   | 7   | 22  | 3   | 16  | 2   | DNF | 8    | 8    | 145    |
| 4     | Robert Wickens         | 2    | 5    | 11  | 20  | 3   | 3   | DNF | 11  | 1   | 16  | 1   | 5   | 9   | 13  | 10  | 10  | 23*  | 9    | 124    |
| 5     | Paul di Resta          | 4    | 1    | 7   | 15  | 13  | 21* | 3   | 4   | 15  | 8   | 2   | 20  | 6   | DNF | DNF | 13  | 10   | 3    | 116    |
| 6     | Tom Blomqvist          | 13   | 6    | 2   | 6   | 22  | 11  | 15  | 2   | 16  | 10  | 22  | 2   | 2   | 8   | 13  | 4   | 9    | 7    | 113    |
| 7     | Mattias Ekström        | 9    | DNF  | 16  | 2   | 6   | 2   | DNF | DNF | 7   | 7   | 5   | 9   | DSQ | 4   | 19  | 1   |      |      | 107    |
| 8     | Maxime Martin          | 8    | 3    | 6   | 5   | 9   | 13  | 6   | 3   | 10  | DNF | 6   | 17  | 8   | 10  | 12  | 7   | 13   | 6    | 90     |
| 9     | Nico Müller            | 3    | 7    | 10  | DNF | 10  | 8   | 20  | 1   | 20  | 5   | 13  | 7   | 11  | 5   | 5   | DNF | 15   | 13   | 88     |
| 10    | Timo Glock             | DNF  | DSQ  | 4   | 1   | 12  | 10  | 21  | 9   | 21  | 6   | 11  | 24* | 5   | 14  | 14  | 5   | 7    | 5    | 84     |
| 11    | Gary Paffett           | 11   | 4    | 18  | 13  | 14  | 5   | 14  | DSQ | 4   | 2   | 3   | 18  | 19  | 7   | 21  | 16  | 19   | 15   | 73     |
| 12    | Lucas Auer             | 17*  | 15*  | 21  | 16  | 7   | 1   | 13  | 5   | 12  | 9   | 18  | 10  | 7   | 2   | 16  | 15  | 18   | 16   | 68     |
| 13    | Miguel Molina          | 10   | DNF  | 19  | 14  | 1   | 19  | 17  | 14  | 18  | DNF | 17  | 11  | 15  | 20  | 3   | 18  | 1    | 14   | 66     |
| 14    | Christian Vietoris     | 5    | 14   | DNF | 17  | 5   | 7   | 10  | 15  | 3   | 20* | 23  | 14  | 13  | 17  | 18  | 14  | 22   | 2    | 60     |
| 15    | Bruno Spengler         | 6    | DNF  | 13  | 9   | 11  | 9   | 5   | 7   | 13  | 14  | 15  | 3   | 18  | 6   | 15  | 12  | 14   | 12   | 51     |
| 16    | Augusto Farfus         | 14   | 2    | 9   | 4   | 21  | DNF | 11  | DNF | DNF | 13  | 14  | 4   | 22  | 21  | 20  | DNF | 11   | DNF  | 44     |
| 17    | António Félix da Costa | 7    | DNF  | 22  | 21  | 15  | 14  | 9   | DSQ | 6   | 17  | 20  | 19  | 20  | 19  | 17  | 3   | 4    | DNF  | 43     |
| 18    | Adrien Tambay          | DNF  | 13   | 8   | 11  | 20  | 20  | 7   | DSQ | DNF | INJ | 12  | 8   | DNF | 15  | 6   | 2   | 12   | DNF  | 40     |
| 19    | Mike Rockenfeller      | DNF  | 10   | 12  | 8   | 19  | 17  | 18  | DSQ | 14  | 15  | 16  | 15  | 14  | 22  | 4   | 8   | 5    | 11   | 31     |
| 20    | Maximilian Götz        | DNF  | 12   | 15  | 22  | 16  | DNF | 8   | 12  | DNF | DNF | 4   | 16  | 10  | 23  | 23  | 17  | 17   | 19   | 17     |
| 21    | Martin Tomczyk         | 12   | 9    | 5   | 19  | DNF | 18  | 12  | 10  | 19  | 11  | 21  | 23  | 16  | 12  | 22  | 9   | 20   | 10   | 16     |
| 22    | Timo Scheider          | DNF  | DNF  | 17  | 10  | 17  | 16  | 16  | 16  | 11  | DNF | 9   | 13  | 21  | 11  | 9   | 6   | 16   | 18   | 13     |
| 23    | René Rast              |      |      |     |     |     |     |     |     |     | 19  |     |     |     |     |     |     | 6    | 17   | 8      |
| 24    | Daniel Juncadella      | DNF  | 16*  | DNF | 12  | 18  | DNF | 19  | DSQ | 8   | 12  | 24  | 12  | 17  | 9   | 11  | DSQ | 21   | 20*  | 6      |
| 25    | Felix Rosenqvist       |      |      |     |     |     |     |     |     |     |     | 10  | 21  | 12  | 18  | 8   | 11  | DNF  | 21*  | 5      |
| 26    | Esteban Ocon           | DNF  | DNF  | 20  | 18  | 23  | 15  | DNF | 13  | 9   | 17  |     |     |     |     |     |     |      |      | 2      |
| Platz | Fahrer                 | HOC1 | HOC1 | RBR | RBR | LAU | LAU | NOR | NOR | ZAN | ZAN | MOS | MOS | NÜR | NÜR | HUN | HUN | HOC2 | HOC2 | Punkte |

| Legende  | Legende            | Legende                                                          |
| Farbe    | Abkürzung          | Bedeutung                                                        |
| -------- | ------------------ | ---------------------------------------------------------------- |
| Gold     | –                  | Sieg                                                             |
| Silber   | –                  | 2. Platz                                                         |
| Bronze   | –                  | 3. Platz                                                         |
| Grün     | –                  | Platzierung in den Punkten                                       |
| Blau     | –                  | Klassifiziert außerhalb der Punkteränge                          |
| Violett  | DNF                | Rennen nicht beendet (did not finish)                            |
| Violett  | NC                 | nicht klassifiziert (not classified)                             |
| Rot      | DNQ                | nicht qualifiziert (did not qualify)                             |
| Rot      | DNPQ               | in Vorqualifikation gescheitert (did not pre-qualify)            |
| Schwarz  | DSQ                | disqualifiziert (disqualified)                                   |
| Weiß     | DNS                | nicht am Start (did not start)                                   |
| Weiß     | WD                 | zurückgezogen (withdrawn)                                        |
| Hellblau | PO                 | nur am Training teilgenommen (practiced only)                    |
| Hellblau | TD                 | Freitags-Testfahrer (test driver)                                |
| ohne     | DNP                | nicht am Training teilgenommen (did not practice)                |
| ohne     | INJ                | verletzt oder krank (injured)                                    |
| ohne     | EX                 | ausgeschlossen (excluded)                                        |
| ohne     | DNA                | nicht erschienen (did not arrive)                                |
| ohne     | C                  | Rennen abgesagt (cancelled)                                      |
| ohne     | keine WM-Teilnahme |                                                                  |
| sonstige | P/fett             | Pole-Position                                                    |
| sonstige | 1/2/3/4/5/6/7/8    | Punktplatzierung im Sprint-/Qualifikationsrennen                 |
| sonstige | SR/kursiv          | Schnellste Rennrunde                                             |
| sonstige | *                  | nicht im Ziel, aufgrund der zurückgelegten Distanz aber gewertet |
| sonstige | ()                 | Streichresultate                                                 |
| sonstige | unterstrichen      | Führender in der Gesamtwertung                                   |

- Adrien Tambay zog sich beim ersten Lauf in Zandvoort eine Verletzung der linken Hand zu und fiel ein Rennen verletzt aus.[8]

### Markenwertung
| Platz | Konstrukteur  | HOC1 | HOC1 | RBR | RBR | LAU | LAU | NOR | NOR | ZAN | ZAN | MOS | MOS | NÜR | NÜR | HUN | HUN | HOC2 | HOC2 | Punkte |
| ----- | ------------- | ---- | ---- | --- | --- | --- | --- | --- | --- | --- | --- | --- | --- | --- | --- | --- | --- | ---- | ---- | ------ |
| 1     | Audi          | 43   | 7    | 20  | 38  | 56  | 34  | 49  | 29  | 16  | 56  | 22  | 20  | 27  | 47  | 90  | 55  | 62   | 29   | 700    |
| 2     | BMW           | 18   | 47   | 75  | 63  | 14  | 11  | 32  | 50  | 27  | 21  | 8   | 70  | 57  | 28  | 6   | 45  | 38   | 37   | 647    |
| 3     | Mercedes-Benz | 40   | 47   | 6   | –   | 31  | 56  | 20  | 22  | 58  | 24  | 71  | 11  | 17  | 26  | 5   | 1   | 1    | 35   | 471    |